# Smith & Wesson 686
La Smith & Wesson 686 è una rivoltella prodotta dall'azienda statunitense Smith & Wesson.

## Storia
La Smith & Wesson 686, chiamata anche "Distinguished Combat Magnum", nasce nel 1980 con un telaio del tutto innovativo, battezzato "L", molto più resistente del suo predecessore (K) usato nei modelli 19 (Combat Magnum) e 66; il nuovo telaio è una via di mezzo tra "K" e "N", quest'ultimo usato per il 44 Magnum.
La 686 nasce per sparare il .357 Magnum, in quanto tutte le sorelle con telaio "K" non erano sufficientemente resistenti per sparare abitualmente cariche così potenti, essendo state progettare per sparare, nella maggior parte dei casi, il 38 Special.
Nonostante le cariche .357 Magnum siano estremamente potenti (energia cinetica fino a 3 volte superiore al 38 Special,, anche oltre 1000Joule alla volata contro i 300-500Joule del .38 Special) durante il fuoco l'arma non si scompone, rimane estremamente bilanciata e ciò le conferisce un'estrema precisione.
Nel corso degli anni sono state prodotte diverse varianti. È possibile riconoscerle, in quanto la sigla della variante è scritta all'interno del sistema basculante del tamburo e indica il modello dell'arma: ad esempio, se c'è scritto "686", significa che si tratta del primo modello prodotto nei primi anni 80, se invece c'è il numero dopo la scritta 686 es. "686-1",686-2,e così via significa che si tratta delle serie successive.
Una particolare variante, la "686 CS", nasce nel 1988 per rispondere ai requisiti del Custom Service statunitense, che richiedeva un'arma particolarmente robusta, in acciaio inox e la sua più evidente caratteristica è nella finitura superficiale che è satinata e non lucida. Ne vennero prodotte circa 4,500 unità con le tre lunghezze di canna, 2,5", 4" e 6", comprate dal Governo Americano, ma un ulteriore lotto di 500 armi venne venduto sul mercato civile e di queste, 190 arrivarono in Germania, importate dalla VDB tedesca. Circa 20 armi vennero successivamente importate in Italia e quindi sono marchiate sia con il punzone tedesco che con quello del Banco Prova italiano. All'interno del fusto, presentano la marcatura "Mod.686 CS-3".

## Caratteristiche
La 686 è un revolver calibro 357 Magnum e presenta un telaio resistentissimo, tale da non temere neanche le più violente ricariche; è la sorella gemella del modello 586, l'unica differenza è che la 686 è in acciaio inox, mentre la 586 è in acciaio al carbonio.
La meccanica è semplice e impeccabile; la molla del grilletto è a spirale, mentre quella del cane a lamina ed estremamente robusta, il tamburo è basculante verso sinistra, ha una capienza di 6 colpi nel modello standard e 7 nel modello plus. Nei primi esemplari il cane aveva il percussore incorporato, tipico delle antiche rivoltelle; nei nuovi modelli, invece, il percussore è alloggiato all'interno del fusto.

## Mire
Tacca di mira regolabile in altezza e derivazione e contornata da una riga di colore bianco per permettere una mira rapida.
Il mirino è fisso e ha inserita una striscia rossa al centro per facilitare la collimazione.

## Sicure

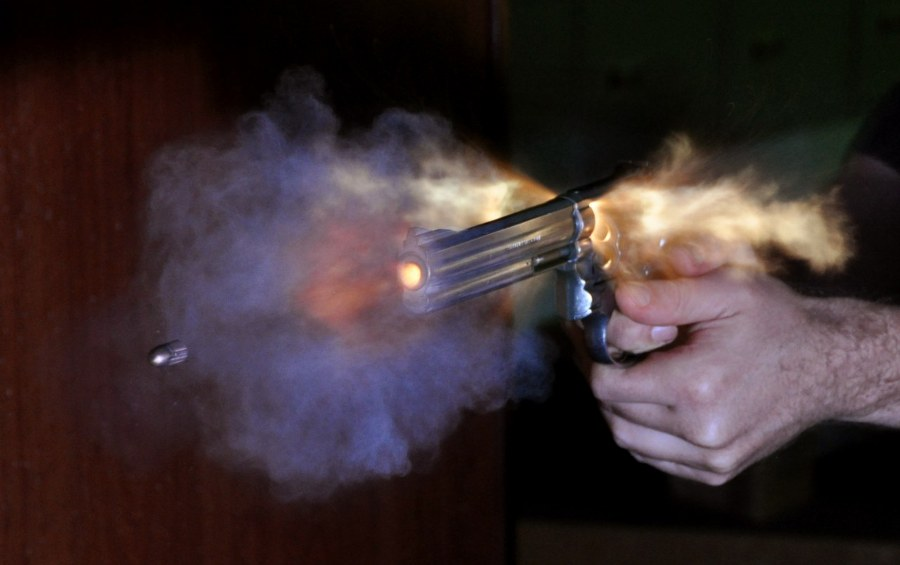
Sparo di una S&W 686

La 686 presenta tre sistemi di sicurezza:
- Leva Hammer Lock situata tra il fusto e il cane, che impedisce a quest'ultimo di battere sul percussore se il grilletto non è completamente premuto.
- Il cane in posizione di riposo non è a contatto diretto con il percussore, ma rimane distante alcuni millimetri in modo da evitare che un urto possa innescare accidentalmente il colpo.
- Serratura di sicurezza, azionabile con apposita chiave, che rende il revolver praticamente inutilizzabile, in quanto blocca meccanicamente il cane (dalla serie 6 in poi).